# Trial (film)
Trial is een Amerikaanse dramafilm uit 1955 onder regie van Mark Robson. Het scenario is gebaseerd op de gelijknamige roman uit 1955 van de Amerikaanse auteur Don Mankiewicz. Destijds werd de film in Nederland uitgebracht onder de titel Mijn zoon is onschuldig.

## Verhaal
De Mexicaanse jongen Angel Chavez wordt beschuldigd van moord op een blanke vrouw. De hele stad heeft zich tegen hem gekeerd. De advocaat Barney Castle wil de verdediging van Chavez op zich nemen, maar hij heeft daarvoor zijn eigen redenen. Hij is namelijk lid van een communistische organisatie, die het proces voor eigen doeleinden wil gebruiken. Castle laat zich vertegenwoordigen door de onervaren advocaat David Blake.

## Rolverdeling
| Acteur           | Personage                    |
| ---------------- | ---------------------------- |
| Glenn Ford       | David Blake                  |
| Dorothy McGuire  | Abbe                         |
| Arthur Kennedy   | Barney                       |
| John Hodiak      | Procureur Armstrong          |
| Katy Jurado      | Mevrouw Chavez               |
| Rafael Campos    | Angel Chavez                 |
| Juano Hernandez  | Rechter Motley               |
| Robert Middleton | A.A. Sanders                 |
| John Hoyt        | Ralph Castillo               |
| Paul Guilfoyle   | Cap Grant                    |
| Elisha Cook jr.  | Finn                         |
| Ann Lee          | Gail Wiltse                  |
| Whit Bissell     | Sam Wiltse                   |
| Richard Gaines   | Dr. Johannes Albert Schacter |
| Barry Kelley     | Jim Brackett                 |

## Prijzen en nominaties
| Jaar | Prijs         | Categorie               | Genomineerde(n) | Uitslag     |
| ---- | ------------- | ----------------------- | --------------- | ----------- |
| 1955 | Oscars        | Beste mannelijke bijrol | Arthur Kennedy  | Genomineerd |
| 1955 | Golden Globes | Beste mannelijke bijrol | Arthur Kennedy  | Gewonnen    |